# Larry Flynt

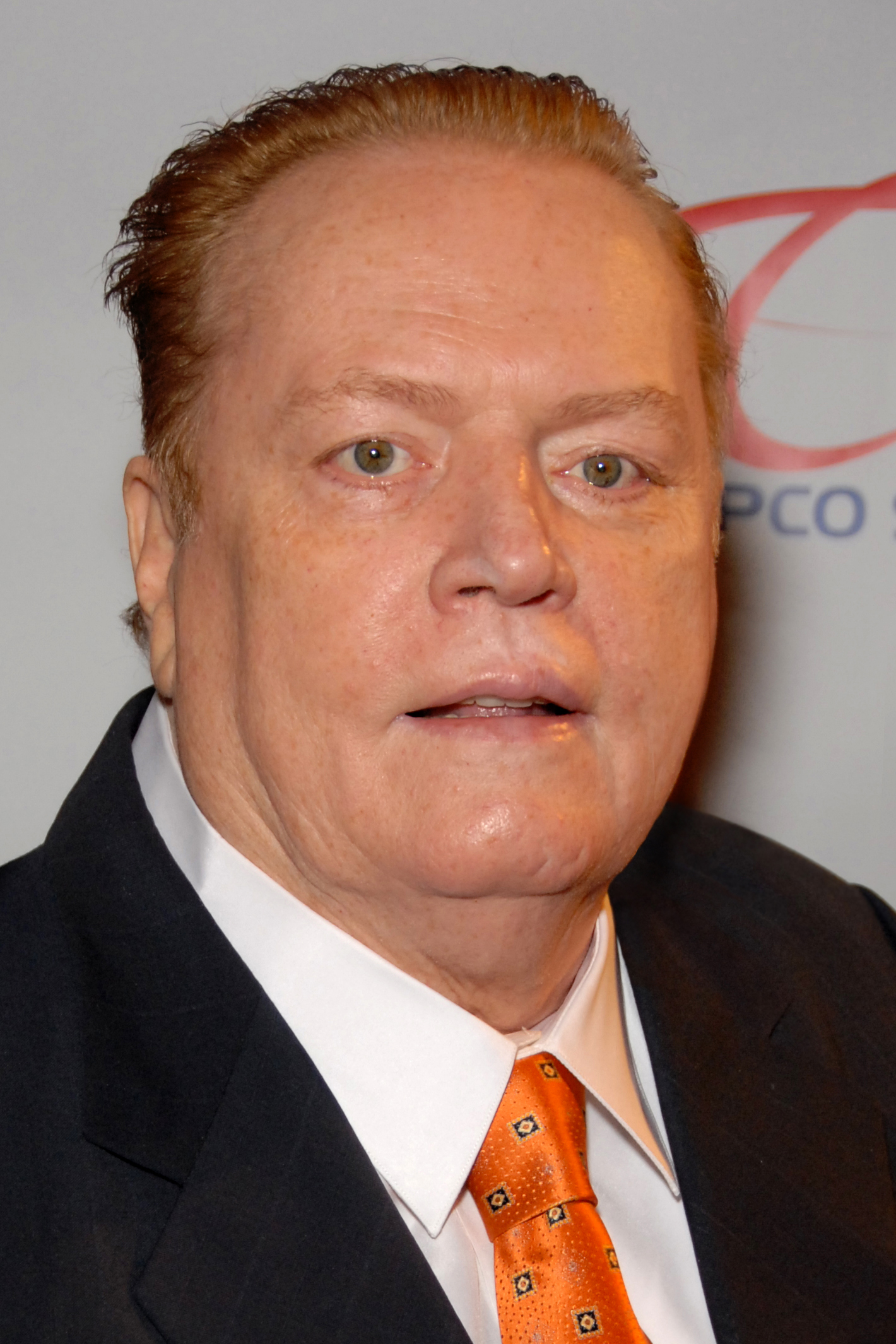
Larry Flynt (2009)

Lawrence Claxton „Larry“ Flynt, Jr. (* 1. November 1942 in Salyersville, Kentucky; † 10. Februar 2021 in Los Angeles, Kalifornien) war ein US-amerikanischer Verleger, Publizist und Autor. Das von ihm gegründete und bis zu seinem Tod geleitete Verlagshaus Larry Flynt Publications (LFP) vertreibt mehr als 20 Magazine, darunter das Männermagazin Hustler.
Flynt war in zahlreiche Gerichtsverfahren involviert, in denen vor allem Fragen der Regulierung von pornografischen Inhalten oder zur im Ersten Zusatz der US-Verfassung garantierten Meinungsfreiheit verhandelt wurden. 1978 wurde er bei einem Attentat schwer verletzt und blieb danach von der Hüfte abwärts gelähmt.

## Leben

Larry Flynt 2010 mit seinem Bruder bei einer Grundsteinlegung

Larry Claxton Flynt Jr. wurde 1942 in Lakeville als ältestes von drei Kindern des Farmpächters Larry Claxton Flynt und von Edith (Arnett) Flynt geboren. Nach dem frühen Tod seiner Schwester Judy 1951 durch Leukämie zerbrach die Familie. Die Eltern ließen sich scheiden, Larry Flynt wuchs bei seiner Mutter auf, sein Bruder Jimmy lebte bei einer Großmutter.
1958 trat er im Alter von 15 Jahren mit einer gefälschten Geburtsurkunde in die Army ein, die er nach knapp einem Jahr verließ und zur Navy wechselte, wo er während seines Dienstes auf der Enterprise stationiert war. 1964 verließ er die Navy. Er gründete mit seinem Bruder Jimmy Flynt einen ersten Stripclub in Dayton, Ohio. Um 1970 betrieb Larry zusammen mit seinem Bruder insgesamt acht Stripclubs in Ohio.
Ab Juli 1974 verlegten die Brüder das Hustler Magazine als qualitativ verbesserte Version des Hustler Newsletter, eines kostenlosen Werbeblattes im Kunstdruckverfahren für ihre Strip Clubs. Damit griff Flynt aggressiv die bereits etablierten Zeitschriften Playboy und Penthouse an. Anfangs hatte er mit immensen Startschwierigkeiten zu kämpfen, da die Pressegroßhändler sich aufgrund der immer anstößiger werdenden Inhalte teilweise weigerten, sein Magazin zu verkaufen. Im November 1974 zeigte Hustler, als erstes Sex-Magazin der USA, die ersten „Pink-Shots“ oder Fotos von offenen Vulvas. Nach diesen anfänglichen Schwierigkeiten hatte das Hustler Magazine eine Spitzenauflage von 3.000.000 Exemplaren, die es mit spektakulären Fotos wie zum Beispiel Paparazzo-Nacktfotos von Jacqueline Kennedy Onassis erzielte. Die Auflage 2006 lag noch bei ungefähr 500.000 Stück. Zielgruppe des Magazins waren und sind Mitglieder der Arbeiterklasse.
Seit den 1970er Jahren war Flynt immer wieder in Rechtsstreitigkeiten verwickelt, bei denen die Regulierung von pornografischen Inhalten oder Fragen der Meinungsfreiheit verhandelt wurden. Nach einem Gerichtstermin im Gwinnett County, Georgia am 6. März 1978 wurden Larry Flynt und sein Anwalt Gene Reeves Jr. vor dem Gerichtsgebäude in Lawrenceville angeschossen. Der Schütze war der Rassist Joseph Paul Franklin – er gab die Schüsse später zu, wurde aufgrund einer wegen anderer Morde bereits gegen ihn verhängten lebenslangen Haftstrafe aber nie dafür angeklagt. Die Begründung Joseph Paul Franklins für die Tat war, dass Flynt in einer Ausgabe des Hustlers Bilder eines Paares mit unterschiedlicher Hautfarbe veröffentlicht hatte und Franklin diese Darstellung interethnischer Sexualität nicht akzeptierte. Franklin wurde 1997 wegen eines weiteren Mordes zum Tode verurteilt und 2013 hingerichtet; Flynt sprach sich gegen die Hinrichtung Franklins aus. Durch die Schussverletzungen war Flynt von der Hüfte abwärts gelähmt. Bis zur erfolgreichen operativen Verödung der zerfetzten Nervenbahnen litt er unter starken chronischen Schmerzen und war jahrelang von Schmerzmitteln abhängig.
Eine drastische Parodie über den baptistischen Fernsehprediger Jerry Falwell in einer Ausgabe des Hustler aus dem Jahr 1983, die Falwells „erstes Mal“ als Inzest mit seiner Mutter in einem Toilettenhäuschen darstellte, führte zu einer Klage von Falwell wegen psychischer Belastungen auf Schadenersatz. Am 24. Februar 1988 entschied der Oberste Gerichtshof der Vereinigten Staaten zugunsten von Flynt und des Hustlers. Das Urteil wurde damit begründet, dass der erste Zusatzartikel und die darin garantierte Meinungsfreiheit wichtiger seien als der vermeintliche Schaden, den öffentliche Personen durch psychischen Stress infolge von Parodien hätten. Später legten Falwell und Flynt ihren Streit bei und debattierten unter anderem vor College-Studenten über Fragen der Moral und der Auslegung des ersten Zusatzartikels. Anlässlich von Falwells Tod 2007 bekannte Flynt in einem Artikel für die Los Angeles Times, dass beide trotz aller Differenzen über die Jahre zu Freunden geworden seien.
Flynts Leben wurde 1996 von Miloš Forman unter dem Titel Larry Flynt – Die nackte Wahrheit verfilmt. Die Hauptrolle spielte Woody Harrelson, der für seine Darstellung bei der Oscarverleihung 1997 als bester Hauptdarsteller nominiert wurde. Flynt selbst hatte im Film einen Cameo-Auftritt als Richter Morrissey.
Larry Flynt war fünf Mal verheiratet. Die ersten drei Ehen endeten durch Scheidung. Ab 1976 bis zu ihrem Tod war er mit Althea Flynt (geborene Leasure) verheiratet, die ihn beim Aufbau des Unternehmens unterstützte. Sie zog sich jedoch später eine HIV-Infektion zu und ertrank 1987 in der Badewanne ihrer Villa in Los Angeles. Ab 1998 war Flynt mit Elizabeth Berrios verheiratet.
Er hatte fünf Kinder. Seine Tochter Lisa Flynt starb 2014 im Alter von 47 Jahren an den bei einem Autounfall erlittenen Verletzungen. Die Tochter Tonya Flynt-Vega wurde von Flynt enterbt, nachdem sie zur bekennenden Pornografie-Gegnerin geworden war und in ihrem 1998 erschienenen Buch Hustled behauptet hatte, in ihrer Kindheit von Larry Flynt sexuell missbraucht worden zu sein, was dieser vehement bestritt; seine Tochter sei von religiösen Gruppen instrumentalisiert worden.
Flynt starb im Februar 2021 im Alter von 78 Jahren in Los Angeles.

## Schriften
- Larry Flynt, Kenneth Ross: An Unseemly Man: My Life as Pornographer, Pundit, and Social Outcast (Autobiografie). Phoenix Books, Beverly Hills 1996, ISBN 1-59777-576-2.
- Larry Flynt: Sex, Lies & Politics: The Naked Truth. Kensington Books, New York 2004, ISBN 978-0-7582-0483-7.
- Larry Flynt, David Eisenbach: One Nation Under Sex: How the Private Lives of Presidents, First Ladies and Their Lovers Changed the Course of American History. Basingstoke, Palgrave Macmillan 2012, ISBN 978-0-230-10503-4.

## Filme
- Larry Flynt – Die nackte Wahrheit. Spielfilm, Regie: Miloš Forman, USA, 1996.
- Larry Flynt: The Right to Be Left Alone. Dokumentarfilm, Regie: Joan Brooker-Marks, USA, 2007.